# Petrichor

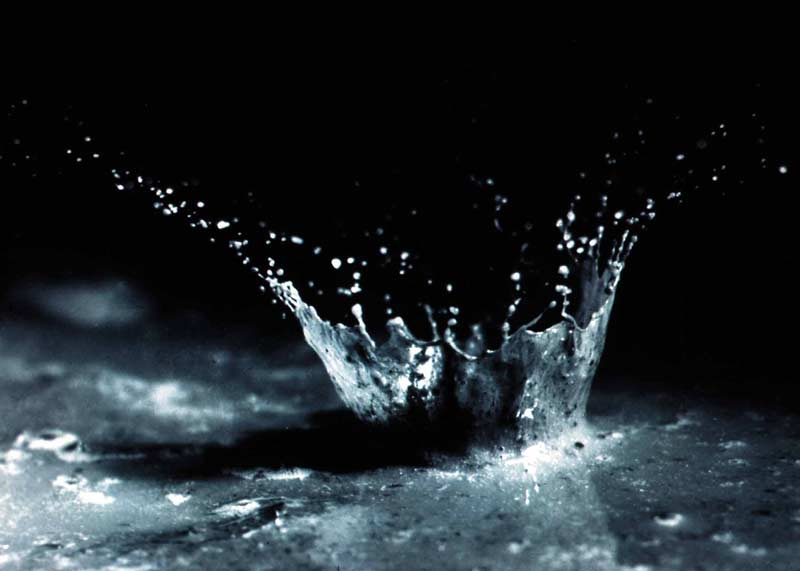
Đất bị văng lên bởi những giọt nước mưa

Petrichor (/ˈpɛtrɪkɔːr/) là mùi hương của đất, hay còn được gọi là hơi đất, xuất hiện khi trời mưa rơi xuống mặt đất khô. Trong tiếng Hy Lạp, từ này có nghĩa là petra, nghĩa là ‘đá’ + ichor, là máu của các vị thần trong thần thoại Hy Lạp.